# مركز غرب جورونج للرياضة والترفيه
مركز غرب جورونج للرياضة والترفيه هو مركز للأنشطة الرياضية والترفيهية. ملعب غرب جورونج هو الملعب الرئيسي.
افتتح رسميًا للجمهور في 10 نوفمبر 2006. يتميز هذا المجمع الرياضي بأنه أكبر مركز رياضي متكامل في سنغافورة.

## المرافق والهياكل

### الملعب
ملعب غرب جورونج هو ملعب متعدد الأغراض يستخدم في الغالب لمباريات كرة القدم والذي كان يُستخدم أيضًا ملعبًا رئيسيًا مؤقتًا لنادي تامبينس روفرز في دوري سنغافورة للمحترفين. وهو حاليًا الملعب الرئيسي لنادي يانج لايونز. تبلغ سعة الملعب 4200 مقعدًا ويتسع لنادي تامبينس روفرز. كما أن الاستاد هو الثاني في الترتيب لاستضافة مباريات كرة القدم الدولية، خلف استاد جالان بيسار وقبل منصة مارينا باي العائمة.